# Centre Cultural Agustín Ross
El Casino Agustín Ross, ara Centre Cultural Agustín Ross, és un edifici històric localitzat a l'avinguda Agustín Ross, davant del Parc Ross, a la ciutat de Pitxilemu a Xile. L'edifici es va construir durant els últims anys del 1800, i el 1906 va ser el primer casino xilè. Es va tancar el 1932 i es convertí en un hotel que funcionà fins al 1980. Actualment l'edifici és el centre cultural de Pitxilemu.

## Història

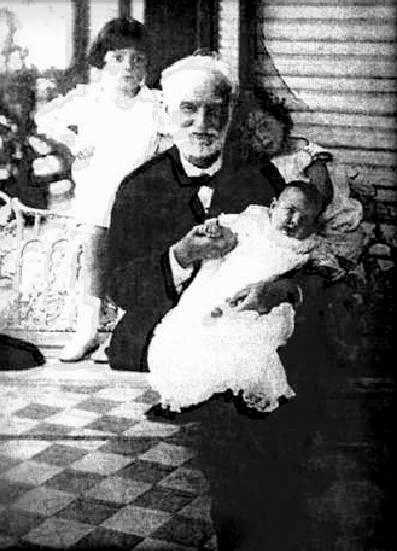
Agustín Ross, circa 1915.

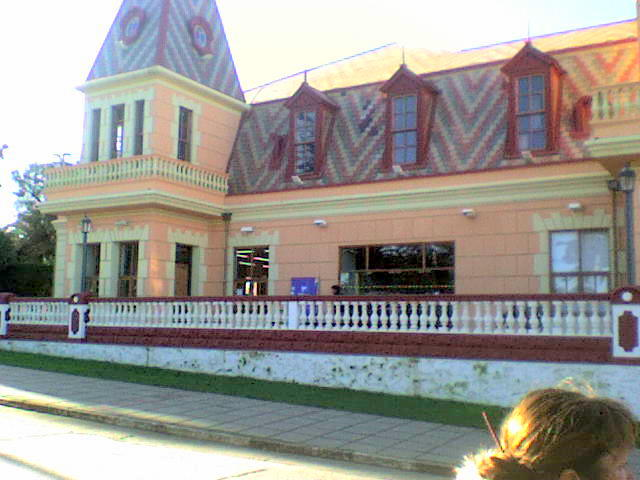
Casino Agustín Ross, en 2009.

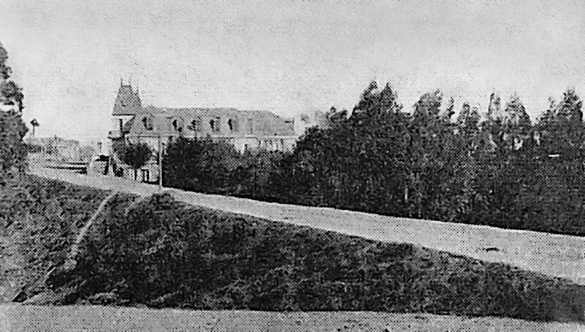
El Casino Ross en 1935.

Al casino se li posà el nom d'Agustín Ross Edwards, un escriptor xilè, diputat, ministre i polític. Era part de la família Ross Edwards, que tenia el diari El Mercurio. Basat en la seva experiència europea, Ross comprà un lloc anomenat La Posada el 1885. En aquella època, eren algunes casetes amb parets gruixudes en un camp de 300 hectàrees.
El Casino Ross es construí durant els últims anys 1800 per Ross mateix. Contenia el primer servei de correu i telègraf i una botiga. L'edifici tenia tres pisos, i s'alçava amb materials importats. El 20 de gener, de 1906, el primer casino xilè es va obrir en aquest edifici. Ho feia córrer fins a 1932, quan Casino de Viña del Mar s'obria. Després del tancament del Casino Ross, l'edifici es va transformar en un hotel que va funcionar fins als anys 1980.
L'estat de l'edifici es va deteriora després del tancament de l'hotel. Durant la primeria dels anys 2000, s'utilitzava com a lloc públic per a reunions i reunions culturals. Es va renovar i es va reobrir el 2009 com a centre artístic cultural. Des de 2008 ofereix uns quants espais de galeria i una biblioteca pública.
El casino vell (1905) i els seus jardins (1885) formen una part important de la ciutat. Va ser decretat com a monument històric pel Consell De Monuments Nacional el 25 de febrer, de 1988, prop del decret suprem N°; 100.
Ross era també l'administrador de la gran fortuna Juana Ross d'Edwards, el Nancagua Hacienda, situada prop de la ciutat de Nancagua. Dissenyava un conjunt urbà de valor mediambiental alt i paisatge, transformant " La Posada " en un hotel (Gran Hotel Pichilemu, més tard Hotel Ross, o Ross Hotel).
Ross també construïa uns quants xalets, terrasses, terraplens, parets de pedra, un balcó davant de la platja i unes quantes cases amb materials de construcció importats i mobiliari des de França i Anglaterra. A més a més va construir un parc i un bosc de més de 10 hectàrees. Ross Pichilemu girat a una ciutat de llocs d'estiueig per a gent opulenta des de Santiago de Chile. Tanmateix no va poder construir un moll per a la ciutat, tal com havia planejat.
El 1935, els successors de Ross cedien al Municipi de Pitxilemu totes les construccions Ross (carrers, avingudes, places, set hectàrees de boscos, el parc de davant de l'hotel, els perrons i les terrasses) sota condició que el nou propietari permetés l'ús públic dels llocs cedits.

### Descobriments històrics
Durant la restauració, es van trobar uns elements històrics. Aquells diaris inclosos, específicament una còpia de Las últimas noticias del febrer de 1941, quan el Casino Ross servia d'hotel; una pila telefònica americana del 1909, i una rajola del sostre del casino amb signatures i dibuixos pels treballadors durant la construcció el 1904.